# Östra Ryd
Östra Ryd is een plaats in de gemeente Söderköping in het landschap Östergötland en de provincie Östergötlands län in Zweden. De plaats heeft 455 inwoners (2005) en een oppervlakte van 77 hectare.